# الزوجة الثانية (فلم)
الزوجة الثانية فيلم مصري درامي عرض عام 1967، ومن إخراج صلاح أبو سيف وبطولة سعاد حسني وشكري سرحان.

## قصة الفيلم
يحكي عن رغبة عمدة إحدى القرى في الريف المصري في إنجاب ابن يورثه ويحمل اسمه، فيطمع في خادمته فيجبر عامله على تطليقها ويتزوجها جبرا، من خلال تهديده بتلفيق تهمه له، ولكنها تستخدم الحيلة في إبعاده عنها وتستمر علاقتها بزوجها، وينتهي الفيلم بإصابة العمدة بالشلل عند علمه بحملها ويموت، فتعيد الزوجة الحقوق لأصحابها.

## طاقم التمثيل
- سعاد حسني: (فاطمة)
- شكري سرحان: (أبو العلا)
- صلاح منصور: (العمدة عتمان)
- سناء جميل: (حفيظة)
- عبد المنعم إبراهيم: (الغفير حسان)
- حسن البارودي: (العطار مبروك)
- سهير المرشدي: (فهيمة)
- محمد نوح: (علوان أخو العمدة)
- نعيمة الصغير: (نظيرة الداية)
- إبراهيم الشامي: (المأمور)
- إسكندر منسي: (المقدس متى)
- عبد الغني النجدي
- محمد إدريس
- نبوية سعيد
- حسام الدين صالح
- أحمد سامي
- رضوان حافظ
- عبد العظيم كامل
- نبيل الشاذلي
- فتحية علي
- سامي عطايا
- عزيزة بدر
- عاطف مكرم

## فريق العمل
- إخراج: صلاح أبو سيف
- إنتاج: رمسيس نجيب
- توزيع: شركة القاهرة للتوزيع السينمائي
- قصة: أحمد رشدي صالح
- سيناريو: محمد مصطفى سامي، سعد الدين وهبة، صلاح أبو سيف
- حوار: محمد مصطفى سامي
- موسيقى تصويرية: فؤاد الظاهري
- مدير التصوير: عبد الحليم نصر
- مهندس الصوت: حسن التونى
- مونتاج: سعيد الشيخ
- مساعد المخرج: أنور الشناوى
- تم التصوير والتحميض والطبع: أستوديوهات شركة القاهرة للإنتاج السينمائي (إستوديو نحاس)